# Albacete TeVe
Albacete TeVe fue una televisión local de Albacete, propiedad del grupo multimedia Radio, Prensa y Televisión S.A., que gestionó también la emisora de radio ABC Punto Radio en Albacete (90.2 FM). También se pudo sintonizar en las principales ciudades de Castilla-La Mancha con el nombre de TVCM, TCM y Voz Castilla-La Mancha, primero en analógico desde 2005 y después en TDT. Radio, Prensa y Televisión S.A. obtuvo numerosas licencias de TDT local en Castilla-La Mancha y una de las cuatro licencias autonómicas del concurso de la TDT regional. El cierre de AB TeVe y Voz Castilla-La Mancha se produjo el 22 de marzo de 2013.
Con la venta de la red de emisoras de radio de Vocento a la COPE, la emisora de Punto Radio Albacete en marzo de 2013 pasó a ser Rock FM, desvinculándose de Albacete TeVe.
En 2013 Albacete TeVe y VOZ desparecieron y su licencia fue comprada por Popular TV CLM, que también terminó cerrando en diciembre de 2015.

## Programación
Albacete TeVe estuvo asociada a la red de emisoras Punto TV adaptando su imagen corporativa a la red, tras el fin de la red continuó usando esta imagen. emitía una programación generalista basada en la oferta televisiva de Municipal TV. Por la noche y al mediodía la programación se centraba principalmente en la actualidad local. Durante la Feria de Albacete AB TeVe, al igual que hacen la otra televisión local de Albacete, emitía desde una carpa instalada junto al recinto ferial toda su programación local.